# Баран азійський
Баран азійський (Ovis aries orientalis) - дика форма роду Баран (Ovis), з родини  Бикових (Bovidae), представник підродини Козлові (Caprinae). Пращур барана свійського (Ovis orientalis aries, або Ovis aries s. str.).

## Назви
Вид відомий також як "азійський муфлон" (муфлон - спільна назва всіх диких форм роду Ovis, насамперед з надвидів Ovis orientalis та Ovis ammon). 
Описаний як Ovis orientalis Gmelin, 1774 (syn. Ovis aries Linnaeus, 1758).
Проблема вжитку різних назв для диких та свійських форм одного виду, зокрема й вівці (барана свійського) та муфлона (барана дикого) розглядалася неодноразово, у т.ч. й Міжнародною комісією з зоологічної номенклатури. За сучасними формальними критеріями дикі форми мають іменуватися назвою свійської форми - Ovis aries Linnaeus, 1758.
Для розрізнення свійських та диких форм рекомендується зберігати різні вернакулярні назви, як у випадку з бик свійський / тур (бик дикий), кінь свійський / тарпан (кінь дикий) тощо (Загороднюк, Дикий, 2010).

## Родинні стосунки
Вид є центральним у роді Ovis, і в класичних зоологічних зведеннях нерідко визнається у широкому тлумаченні, тобто включає всі його сучасні форми під спільною назвою Ovis ammon (Haltenorth, 1963) або з поділом цього "великого виду" (по суті роду) на два аловиди - палеоарктичний Ovis ammon та неоарктичний Ovis canadensis (наприклад, Corbet, 1978). В останні десятиліття дослідники визнають його як один з 7-ми видів, проте в останньому огляді видів ссавців світу визнано як один з 5-ти видів роду Ovis (Wilson, Reeder, 2005). Вид у вузькому визначенні входить до групи видів "aries - ammon.
У обсяг диких форм муфлона входять musimon та ophion, які були інтродуковані ще у неоліті на Корсиці та Кіпрі.
Статус типової форми orientalis є дискусійним, оскільки вона поєднує ознаки форм armeniana та arkal, проте найпоширенішою є думка про віднесення її до групи "муфлон" sensu stricto, тобто до комплексу aries/orientalis (вкл. з isphahanica, musimon та ophion) (див.: Wilson, Reeder, 2005).
Типова форма orientalis має 2N = 54 проти суміжної arkal з 2N = 58.